# Boondina Conservation Park
Boondina Conservation Park är en park i Australien. Den ligger i delstaten South Australia, omkring 670 kilometer nordväst om delstatshuvudstaden Adelaide.
Trakten runt Boondina Conservation Park är nära nog obefolkad, med mindre än två invånare per kvadratkilometer.. Det finns inga samhällen i närheten.
Omgivningarna runt Boondina Conservation Park är i huvudsak ett öppet busklandskap. Genomsnittlig årsnederbörd är 303 millimeter. Den regnigaste månaden är maj, med i genomsnitt 69 mm nederbörd, och den torraste är oktober, med 4 mm nederbörd.